# جين هيروا
جين هيروا (باليابانية: 広井 仁) (مواليد 3 أبريل 1975)، هو لاعب كرة قدم سابق كان يلعب كلاعب وسط.